# Јован Малишић
Јован Малишић (Главица, код Даниловграда, 1902 — Москва, 19. април 1939), југословенски револуционар, познат и под илегалним именом Милан Мартиновић, учесник Шпанског грађанског рата и политички секретар Централног комитета Комунистичке партије Југославије од 1928. до 1931. године.

## Биографија
Рођен је 1902. године у селу Главица, код Даниловграда. Био је учитељ. У Даниловграду је завршио Учитељску школу.
Члан Комунистичке партије Југославије (КПЈ) постао је 1919. године, када је и основана Партија. Од 1920. године је био члан Окружног комитета КПЈ.
Године 1923. је емигрирао у Совјетски Савез. Тамо је најпре студирао на Комунистичком универзитету „Свердлов“ у Москви, а потом је завршио Војно-политичку академију у Лењинграду. Током 1927. и 1928. године је био предавач на Комунистичком универзитету националних мањина Запада, у Москви. За време боравка у СССР-у, 1924. године је постао члан Свесавезне комунистичке партије (бољшевика).
Године 1928. као искусан револуционар, од стране Коминтерне је послат у Југославију, да међу партијским чланством ради на спровођењу „Отвореног писма Коминтерне члановима КПЈ“. У Југославији је деловао илегално и под лажним именом „Милан Мартиновић“. На Четвртом конгресу КПЈ, крајем 1928. године је био изабран за политичког секретара Централног комитета Комунистичке партије Југославије. Ову дужност вршио је до 1931. године, када се поново вратио у Совјетски Савез.
Од 1932. до 1935. године у Москви је завршио Институт Црвене професуре, одсек Филозофије. Потом је као професор радио у Астрахану, а касније и као секретар Партијског комитета Фабрике „Нова зора“. Од 1936. године ради као руководилац на Катедри за филозофију у Инжењерско-техничкој академији за везу у Москви. Био је и предавач на Међународној лењинској школи.
Године 1937, Коминтерна га је упутила у Шпанију, где се током Шпанског грађанског рата борио у редовима Интернационалних бригада. Био је командант Војне школе за интербригадисте и експерт за тенковско ратовање. Године 1938. је био опозван и вратио се у Совјетски Савез, где је страдао у „Стаљиновим чисткама“ током 1939. године. Стрељан је 19. априла 1939. године у Москви. Сахрањен је на Новом донском гробљу.
Рехабилитован је 10. јуна 1958. године одлуком Војног колегијума Врховног суда СССР-а.